# Odpowiedź odpornościowa humoralna
Humoralna odpowiedź odpornościowa – jedna z gałęzi odpowiedzi odpornościowej. Określenie to powstało z obserwacji, że czynnik odpowiedzialny za rozpoznanie antygenu i wyzwolenie ataku na niego znajduje się w bezkomórkowym płynie (łac. humor ‘płyn’), np. w osoczu krwi czy płynie tkankowym.
Za to zjawisko odpowiedzialne są przeciwciała, które są produkowane przez limfocyty B, a ich podstawowym celem jest specyficzne (tj. odróżniające je od wszystkich innych struktur znajdujących się w środowisku wewnętrznym) przyłączenie się do antygenu i tym samym „oznakowanie” celów dla ataku przez różne mechanizmy efektorowe (komórki żerne, komórki K, dopełniacz), lub też przynajmniej neutralizacja patogenu przez zablokowanie istotnych dla jego funkcjonowania struktur (blokowanie wirusów, przeciwadhezyjne działanie IgA w stosunku do bakterii, neutralizacja toksyn). Pojęcie „odpowiedź humoralna” jest o tyle mylące, że w rozpoznaniu antygenu oraz w wyprodukowaniu adekwatnego dla niego przeciwciała uczestniczy skomplikowany układ różnych komórek (komórki prezentujące antygen, limfocyty Th, limfocyty B) połączonych ze sobą złożoną siecią zależności.